# Ибирая Альтинсаріна
Ибира́я Альтинса́ріна (каз. Ыбырай Алтынсарин) — село у складі Цілиноградського району Акмолинської області Казахстану. Адміністративний центр та єдиний населений пункт сільської адміністрації Ибирая Альтинсаріна.
До 2018 року село називалось станційне селище Роз'їзд 96.
Населення — 611 осіб (2021; 529 у 2009, 73 у 1999, 54 у 1989).
Національний склад станом на 1989 рік:
- казахи — 100 %.